# You (George-Harrison-Lied)
You (englisch für „Du“) ist ein Lied von George Harrison, das dieser 1975 für sein Soloalbum Extra Texture (Read All About It) aufnahm und das im September 1975 als Single A-Seite ausgekoppelt wurde.

## Hintergrund

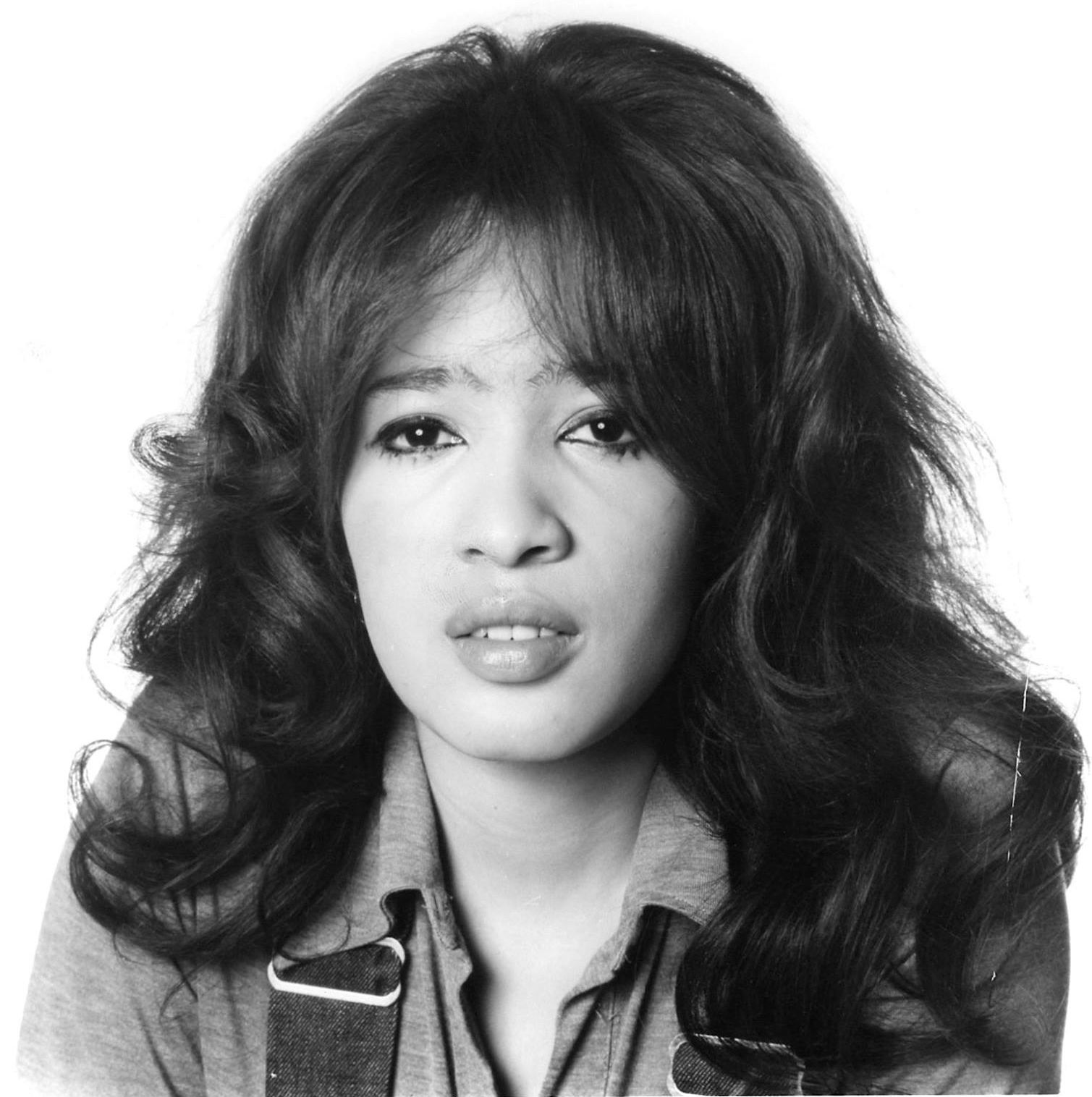
Ronnie Spector, 1971

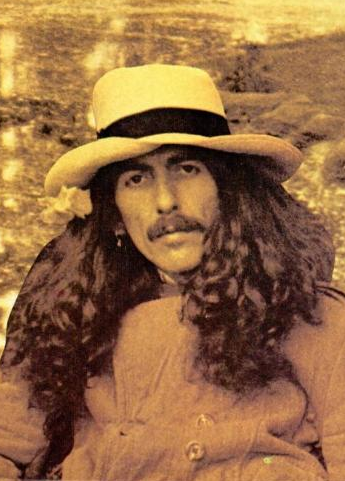
George Harrison, 1974

You ist der Eröffnungstrack von George Harrisons sechstem Soloalbum Extra Texture (Read All About It). Geschrieben wurde das Lied im Jahr 1970, Harrison nahm während der All Things Must Pass-Sessions ein Demo des Songs auf. You wurde dann im Februar 1971 in den Apple Studios eingespielt, als Harrison und Phil Spector mehrere Songs für Ronnie Spector co-produzierten. Wie schon bei den Aufnahmen zum Album All Things Must Pass hatte Spector gesundheitliche Probleme und so wurden die Aufnahmen vorzeitig beendet. 
Wie schon bei der aus den Sessions resultierende Single Try Some, Buy Some, die George Harrison 1973 mit seinem Gesang selber veröffentlichte, verwendete Harrison den Backing-Track von You einige Jahre später neu, fügte neuen Gesang und weitere Overdubs hinzu und veröffentlichte ihn selbst.
George Harrison schrieb in seinem Buch I Me Mine dazu: „You wurde für Phil Spectors Frau Ronnie geschrieben. Ich schrieb es und nahm den Track mit Leon Russell auf. Ich habe versucht, eine Art Ronette-Song zu schreiben. Wir konnten nie ein ganzes Album machen, weil wir nur vier oder fünf Tracks gemacht haben, bevor Phil umfiel und dann beschloss, 'Try Some, Buy Some' als Single zu veröffentlichen. Ich vergaß es und grub Jahre später das Band aus und bearbeitete es neu, überspielte es und machte es selbst, obwohl es in Ronnies Gesangsbandbreite aufgenommen war – ein bisschen hoch für mich.“
Die Neuaufnahme von You spiegelt Harrisons Bewunderung für den amerikanischen Soul und der Motown-Musik der 1960er Jahre wider. Der Text des Liedes ist einfach gehalten: „And when I′m holding you, What a feeling, Seems so good to be true, That I'm telling you all, That I must be dreaming.“ Gegen Ende des Liedes ist Ronnie Spectors Gesang im Hintergrund zu hören.
Weiterhin wurde auf dem Album noch eine kurze Instrumentalversion (0:45) von You mit dem Titel A Bit More of You veröffentlicht.

## Aufnahme

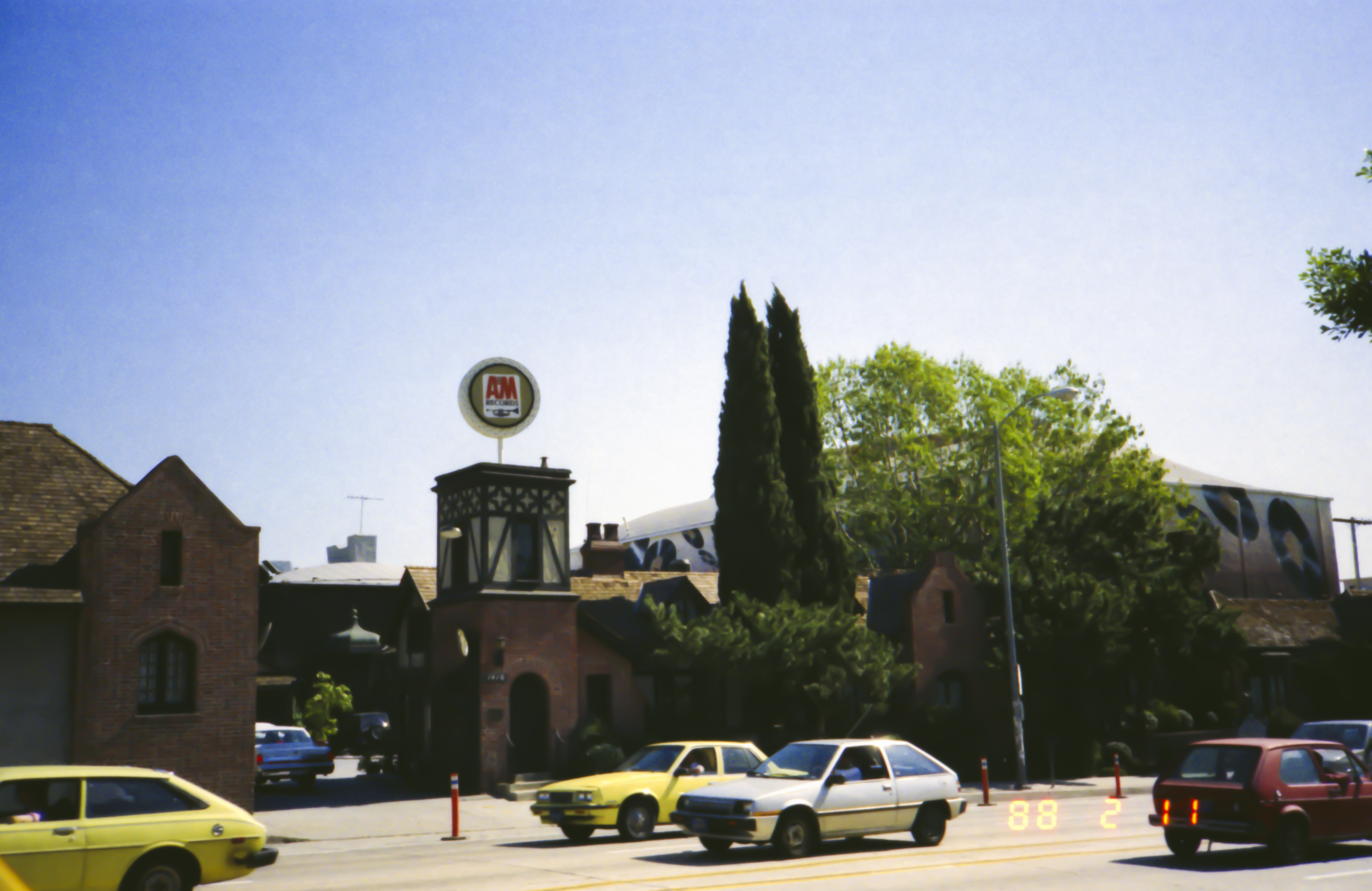
Eingang zu den A&M Studios in Los Angeles

Die ursprünglichen Aufnahmen für You fanden am 8. und 9. Februar 1971 in den Apple Studios in London statt. Ausführende Produzenten des Liedes waren George Harrison und Phil Spector. Die Sängerin war Ronnie Spector. Die Aufnahme wurde aber wohl nicht beendet. Neben Harrison waren noch Leon Russel, Gary Wright, Carl Radle und Jim Gordon an der Aufnahme beteiligt. Zwischen dem 31. Mai und dem 6. Juni 1975 erfolgten Overdub-Aufnahmen zum Album Extra Texture (Read All About It) in den A&M Studios in Los Angeles. Toningenieur war Norman Kinney. Neben George Harrisons Gesang und Akustikgitarre wurden noch die jeweiligen Parts von Jim Horn, David Forster und Jim Keltner eingespielt.
Besetzung:
- George Harrison: Gesang (1975), E-Gitarre (1971), Akustische Gitarre (1975)
- Ronnie Spector: Hintergrundgesang (1971)
- Leon Russel: Klavier (1971)
- Gary Wright: E-Piano (1971)
- Carl Radle: E-Bass (1971)
- Jim Gordon: Schlagzeug, Tamburin (1971)
- David Foster: Orgel, Synthesizer (1975)
- Jim Horn: Saxophon (1975)
- Jim Keltner: Schlagzeug (1975)

## Veröffentlichung
- Die Single You / World of Stone erschien am 12. September 1975 in Großbritannien[2] und am 15. September 1975 in den USA. Die Promotionsingle wurde in den USA wie folgt veröffentlicht: auf der A-Seite befindet sich die Monoversion und auf der B-Seite die Stereoversion der A-Seite der Kaufsingle.[3]
- Am 22. September 1975 erschien in den USA und am 3. Oktober in Großbritannien das Album Extra Texture (Read All About It) auf dem sich auch You befindet.
- Darüber hinaus wurde You auf dem Kompilationsalbum The Best of George Harrison (1976) veröffentlicht.

## Chartplatzierungen
You erreichte Platz 38 in Großbritannien und Platz 20 in den USA und Platz 43 in Deutschland in den jeweiligen Charts.
| ChartsChartplatzierungen       | Höchstplatzierung | Wochen |
| ------------------------------ | ----------------- | ------ |
| Deutschland (GfK)              | 43 (2 Wo.)        | 2      |
| Vereinigte Staaten (Billboard) | 20 (10 Wo.)       | 10     |
| Vereinigtes Königreich (OCC)   | 38 (5 Wo.)        | 5      |

## Coverversionen
Es gibt mindestens eine Coverversionen von You, diese stammt von Lisa Mychols.